# Blackwater, Queensland
Blackwater är en ort i Australien. Den ligger i kommunen Central Highlands och delstaten Queensland, omkring 600 kilometer nordväst om delstatshuvudstaden Brisbane. Antalet invånare är 7 250.
Trakten runt Blackwater är nära nog obefolkad, med mindre än två invånare per kvadratkilometer.. Det finns inga andra samhällen i närheten.
Omgivningarna runt Blackwater är i huvudsak ett öppet busklandskap. Genomsnittlig årsnederbörd är 819 millimeter. Den regnigaste månaden är januari, med i genomsnitt 153 mm nederbörd, och den torraste är augusti, med 10 mm nederbörd.